# Маккенна, Крис (сценарист)
Крис Маккенна (англ. Chris McKenna) — американский телесценарист, кинопродюсер, сценарист и телепродюсер. Он писал сценарии для «Американского папаши!», «Сообщества» и «Проекта Минди».

## Карьера
Маккенна был неуказанным сценаристом фильма 2004 года «Соседка», над сценарием которого работал с режиссёром Люком Гринфилдом. Арбитражный процесс ГСС отказал ему в указании.
Маккенна написал несколько эпизодов сериала «Сообщество», получивших наибольшее признание критиков, в том числе «Парадигмы человеческой памяти», «Теория заговоров и дизайн интерьера» и «Корректирующая теория хаоса», номинированную на премию Эмми и Хьюго. Он также является сосценаристом (вместе со своим братом Мэттом Маккенной) одного из самых известных эпизодов сериала «Американский папаша!» «Восторг вознесения».
Работая сценаристом для «Американского папаши!», он познакомился с Эриком Соммерсом, который позже стал его сценарным партнёром. Вместе они с тех пор написали для фильмов «Лего Фильм: Бэтмен», «Человек-паук: Возвращение домой» и его продолжение, «Вдали от дома», «Джуманджи: Зов джунглей» и «Человек-муравей и Оса».
Поработав с братьями Руссо над ситкомом «Сообщество», Маккенна внес свой вклад в сценарий «Первого мстителя: Другая война», написав шутки для фильма.

## Фильмография

### Кино
| Год  | Фильм                                      | Указание                | Примечания |
| ---- | ------------------------------------------ | ----------------------- | --- |
| 1993 | То, что называют любовью                   | Ассистент               | |
| 1993 | Пропала маленькая миллионерша              | Ассистент производства  | |
| 1994 | Жадность                                   | Ассистент               | Как Кристофер МакКенна                                                                                                   |
| 1995 | Старые ворчуны разбушевались               | Ассистент               | |
| 2008 | На учете за сексуальное нападение          | Исполнительный продюсер | |
| 2008 | Игорь                                      | Сценарист, актёр        | Killiseum Fan #5 (голос)                                                                                                 |
| 2009 | Облачно, возможны осадки в виде фрикаделек | Особые благодарности    | |
| 2017 | Лего Фильм: Бэтмен                         | Сценарист               | Соавтор сценария с Эриком Соммерсом, Сетом Грэмом-Смитом, Джаредом Штерном и Джоном Уиттингтоном                         |
| 2017 | Человек-паук: Возвращение домой            | Сценарист               | Соавтор сценария с Эриком Соммерсом, Джонатаном Голдштейном, Джоном Фрэнсисом Дейли, Джоном Уоттсом и Кристофером Фордом |
| 2017 | Джуманджи: Зов джунглей                    | Сценарист, автор сюжета | Соавтор сценария с Эриком Соммерсом, Скоттом Розенбергом и Джеффом Пинкнером                                             |
| 2018 | Человек-муравей и Оса                      | Сценарист               | Соавтор с Эриком Соммерсом, Полом Раддом, Эндрю Баррером и Гэбриелем Феррари                                             |
| 2019 | Человек-паук: Вдали от дома                | Сценарист               | Соавтор с Эриком Соммерсом                                                                                               |
| 2021 | Человек-паук: Нет пути домой               | Сценарист               | Соавтор с Эриком Соммерсом                                                                                               |
| 2026 | Человек-паук: Совершенно новый день        | Сценарист               | Соавтор с Эриком Соммерсом                                                                                               |

### Телевидение
| Год       | Сериал               | Указание | Примечания |
| --------- | -------------------- | --- | --- |
| 2005–2011 | Американский папаша! | Штатный сценарист, сценарист, редактор сюжета, исполнительный редактор сюжета, руководящий продюсер и продюсер | |
| 2010–2015 | Сообщество           | Сценарист, соисполнительный продюсер, исполнительный продюсер                                                  | Номинация–Прайм-таймовая премия «Эмми» за лучший сценарий для комедийного сериала («Корректирующая теория хаоса») Номинация–Премия «Хьюго» за лучшую постановку – Малая форма Номинация–Online Film & Television Association Television Award за лучший сценарий в комедийном сериале |
| 2012–2014 | Проект Минди         | Сценарист, соисполнительный продюсер                                                                           | Номинация–Премия Гильдии сценаристов США за телевидение: Новый сериал |